# Cytheromorpha warneri
Cytheromorpha warneri is een mosselkreeftjessoort uit de familie van de Loxoconchidae. De wetenschappelijke naam van de soort is voor het eerst geldig gepubliceerd in 1935 door Howe & Spurgeon.